# Adolphe Defarge
Adolphe Defarge, né le 22 août 1836 à Manosque (Basses-Alpes) et mort accidentellement le 4 juillet 1910 à Paris, est un homme politique français.

## Biographie
Commerçant en tissus, opposant au Second Empire, il est conseiller municipal en 1869, maire de Manosque en 1888 et conseiller général en 1893. Il est député des Basses-Alpes de 1902 à 1903, et sénateur de 1903 à 1910.